# Mania Technologie
Die Mania Technologie AG war ein börsennotierter Konzern, der Testmaschinen für Leiterplatten herstellte und nach eigenen Angaben weltweit Testcenter betrieb. Der Sitz des Unternehmens befand sich im Weilroder Ortsteil Riedelbach im Hochtaunuskreis in Hessen.
Gardien und Ucamco haben die Kerntechnologie der Mania übernommen.

## Geschichte
1972 begann Mania-Gründer Paul Mang in einer Garage mit der Fertigung von Testgeräten für Leiterplatten. Diese Testgeräte kontrollieren, ob alle Verbindungen einer Leiterplatte richtig funktionieren. Im Laufe der Zeit wuchs das Unternehmen. 1999 wurde es an der Frankfurter Wertpapierbörse notiert. Ebenfalls wurde die Aktie in den Neuen Markt aufgenommen. Im Jahre 2000 lag die Börsenkapitalisierung zeitweise deutlich über einer Milliarde Euro. Nachdem die Mania im Jahre 2000 noch ein Rekordergebnis verzeichnete, brach der Markt im darauf folgenden Jahr ein und der Konzern geriet in immer größere Schwierigkeiten. Paul Mang musste seine Mehrheit an der Unternehmung verkaufen. 2005 übernahmen dann mehrere Private Equity die Führung der Firma, die dadurch kurzfristig gerettet wurde. Diese versuchten mit dem 2007 teilweise neu eingesetzten Management, die Mania Technologie zu sanieren. 
Am 20. Juni 2008 hat das Amtsgericht Bad Homburg v. d. Höhe über das Vermögen der Mania Technologie AG und deren deutschen Tochtergesellschaften das Insolvenzverfahren eröffnet. Rechtsanwältin Angelika Amend und Rechtsanwalt Arno Wolf wurden als Insolvenzverwalter bestellt. Durch Veräußerung von Unternehmensteilen sollen die Tochtergesellschaften gerettet werden.

## Produkte
Mania stellte mehrere Arten von Leiterplatten-Testgeräten her: elektrische Testgeräte, optische Testgeräte (sogenannte AOI Systems) und Imaging Plotter. Zudem bietet das Unternehmen mit den Drills Bohrmaschinen für die Serienbearbeitung und zum Fräsen von Leiterplatten und mit dem Outsourcing weltweit Center, in denen Kunden Leiterplatten vor Ort testen lassen können, an.

## Aktionärsstruktur
Die Aktionärsstruktur setzt sich wie folgt zusammen (Stand: Dezember 2007):
- 33,3 Prozent Investcorp
- 25,3 Prozent SB Asia Investment Fund
- 13,4 Prozent Paul Mang
- 09,4 Prozent Cornerstone Capital
- 05,3 Prozent ESO Luxco
- 13,3 Prozent Streubesitz

## Management
Das Management besteht aus (Stand: Dezember 2007):
- Jan Lipton, Vorstandsvorsitzender, CEO
- Andreas Schott, Vorstand Finanzen
- Walter Nehls, VP Chief Technology Officer
- Stuart Hayton, VP Sales & Marketing
- Eric Fung, VP China